# Пологівський район
Пологівський район — район Запорізької області в Україні, утворений 2020 року. Адміністративний центр — місто Пологи.
Станом на 2022 року територія району частково окупована Росією внаслідок її збройного вторгнення.
30 вересня Російська Федерація оголосила про анексію цієї області, хоча контролює її лише частково і так і не спромоглася оволодіти її районним центром.

## Історія
Район створено відповідно до постанови Верховної Ради України № 807-IX від 17 липня 2020 року. До його складу увійшли: Токмацька, Гуляйпільська, Оріхівська, Пологівська, Молочанська міські, Більмацька, Комиш-Зорянська, Розівська селищні, Воздвижівська, Малинівська, Смирновська, Малотокмачанська, Преображенська, Воскресенська, Федорівська сільські територіальні громади.
Раніше територія району входила до складу Пологівського (1923—2020), Гуляйпільського, Оріхівського, Токмацького, Більмацького, Розівського районів, ліквідованих тією ж постановою.

## Туристичний потенціал

### Території та об'єкти природно-заповідного фонду

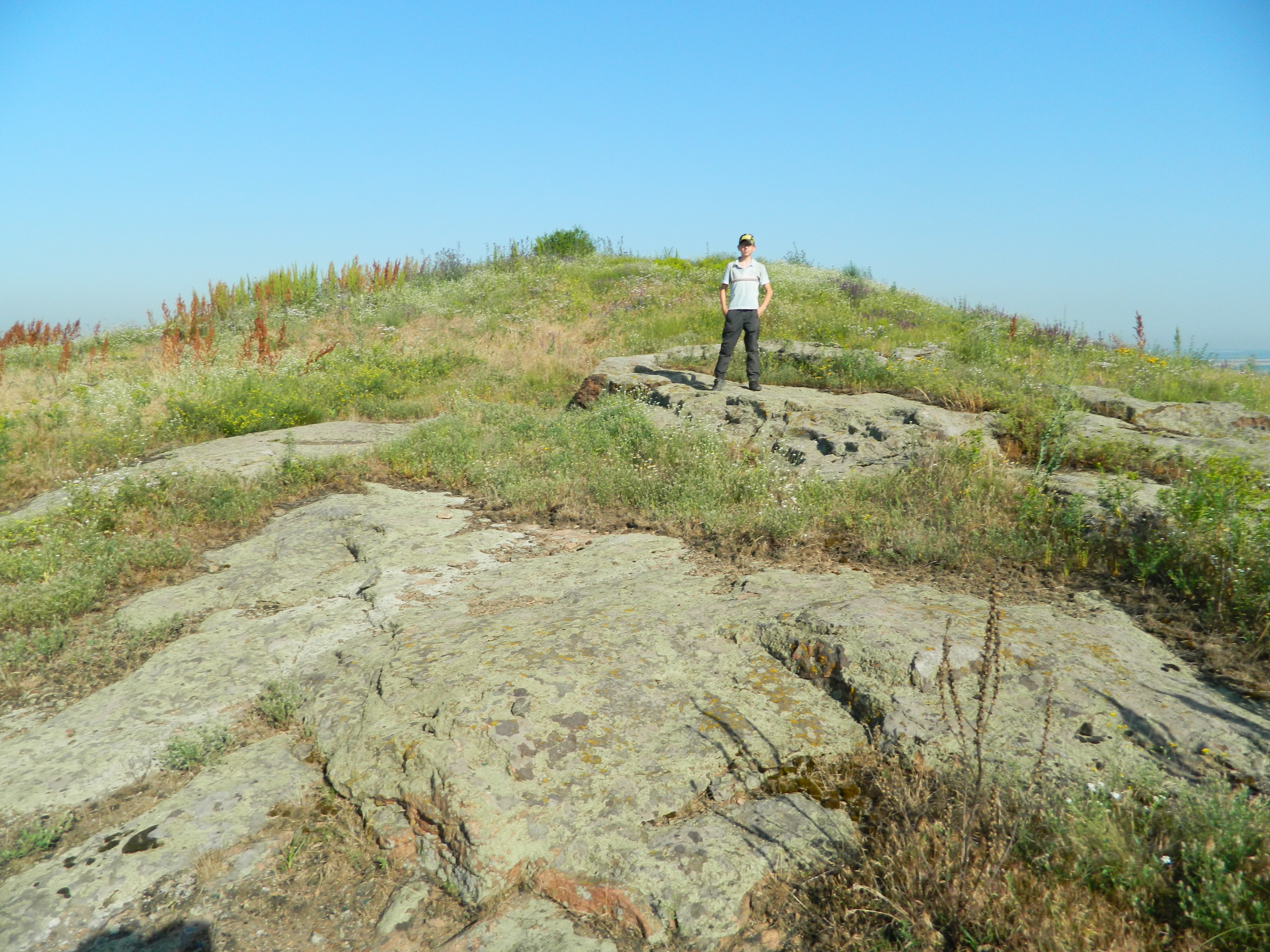
Ланцевська кам'яна могила

- Природний заповідник «Кам'яні Могили»
- Ботанічний заказник «Балка Конькова»
- Ландшафтний заказник «Кам'янка лісова»
- Ландшафтний заказник «Фогельрейх»
- Ландшафтний заказник «Водяне»
- Ландшафтний заказник «Більманська лісова дача»[3]
- Ботанічний заказник «Балка Молодецька»
- Ботанічний заказник «Балка Янчур»
- Ботанічний заказник «Балка Гайчур»
- Ботанічний заказник «Балка Берда»
- Ботанічний заказник «Балка Безводна»
- Ентомологічний заказник «Цілинна кам'яна ділянка»
- Ентомологічний заказник «Балка Коньякова»
- Ентомологічний заказник «Балка Каларіна»
- Ентомологічний заказник «Ділянка цілини»
- Ентомологічний заказник «Балка Бельманка»
- Ланцевська кам'яна могила
- Редути старих укріплень
- Кам'янська лісова дача
- Ботанічний заказник «Цілинна ділянка»
- Ботанічний заказник «Цілинна ділянка»
- Ботанічний заказник «Цілинна балка»
- Велика кам'яна скеля біля річки Суха Конка
- Паркова зона відпочинку
- Ландшафтний заказник «Верхів'я річки Малої Токмачки»
- Ландшафтний заказник «Нова Дамба»[4]

1. Ботанічний заказник «Байраки»
2. Ботанічний заказник «Цілинні пришляхові смуги»
3. Ботанічний заказник «Цілинна ділянка»
4. Ботанічний заказник «Цілинна ділянка»
5. Ботанічний заказник «Цілинна ділянка»
6. Ботанічний заказник «Балка Данилівська»
7. Ботанічний заказник «Цілинна ділянка»
8. Ландшафтний заказник «Цілинна балка»
9. Ландшафтний заказник «Цілинна ділянка зі ставками»
10. Лісовий масив в верхів'ях балки «Терники»
11. Степова ділянка
12. Каскад двох ставків із водоохоронною зоною
13. Пам'ятка природи «Скотовата Балка»
14. Ботанічний заказник «Грушева балка»[5].
15. Ботанічний заказник «Роздольненська цілинна балка»[6]
16. Ботанічний заказник «Балка Дорожнянська»[7].

### Заклади культури і мистецтв
- Районний краєзнавчий музей ім. М. Я. Гудини в с. Гусарка

### Історико-культурні та археологічні пам'ятки
- Курганний могильник «Бельмак-могила»
- Курганний могильник
- Пам'ятник на честь 100-річчя локомотивного депо, станція Пологи
- Курганний могильник кургану «Інженерненський»
- Пам'ятник трудової слави — трактор ЧТЗ С
- 1. Виконком Гуляйпільської Ради у 1919 році (будинок поч. XX ст.)
- 2. Могили родини Махнів кінця XIX — початку XXI століття
- 3. Подвір'я і будинок родини Махнів
- 4. Пам'ятник жертвам Холокосту і могила Кості Чорного
- 5. Братська могила жертв фашизму
- 6. Пам'ятний знак жертвам голодоморів
- 7. Кам'яна баба XII—XIII ст.
- 8. Махновська тачанка

### Історико-архітектурні споруди
- Залишки Кирилівської фортеці
- Будівля земського училища ім. М. О. Корфа, 1902 р.
- 1. Млин Шредера «Надія», 1894 р.
- 2. Житловий будинок купця Б. І. Карманова, 1900 р.
- 3. Синагога, 1909 р.
- 4. Міська лікарня
- 5. Будинок першого комітету комсомолу (будівля поч. XX ст.)

### Традиційні свята та фестивалі
- 1. Музично-літературний андерграунд-фестиваль «День Незалежності з Махном» (24 серпня)
- 2. Заходи до Дня міста (Вересень)
- 3. Фестиваль «Вольниця» (Листопад)